# Hydrellia ghanii
Hydrellia ghanii är en tvåvingeart som beskrevs av Deonier 1978. Hydrellia ghanii ingår i släktet Hydrellia och familjen vattenflugor.
Artens utbredningsområde är Pakistan. Inga underarter finns listade i Catalogue of Life.